# Chigozie Obioma
Chigozie Obioma (Akure, 1986) es un escritor nigeriano. Profesor asistente de literatura y escritura creativa en la Universidad de Nebraska–Lincoln, ha sido llamado por The New York Times como "heredero de Chinua Achebe."

## Biografía
De descendencia igbo, Obioma nacer a Akure, al suroeste de Nigeria, en el seno de una familia de doce hijos: siete hermanos y cuatro hermanas, donde se crio hablando ioruba, igbo e inglés. En su infancia, fue fascinado por los mitos griegos y los clásicos británicos, incluyendo Shakespeare, John Milton y John Bunyan. Entre los escritores africanos, desarrolló una fuerte afinidad con obras como The Triales of Brother Jero de Wole Soyinka; An African Night's Entertainment de Cyprian Ekwensi; The African Child de Camara Laye; y Ògbójú Ọdẹ nínú Igbó Irúnmalẹ̀ de Daniel O. Fagunwa, que leyó en su versión original ioruba. Obioma cita como suyas influencias relevantes The Palm-wine Drinkard de Amos Tutuola, por su imaginación; Tess of the De Ubervilles de Thomas Hardy, por su gracia; The God of Small Things de Arundhati Roy y Lolita de Vladímir Nabókov, las dos obras por su poder de su prosa; y Arrow of God de Chinua Achebe, por su firmeza por la cultura y filosofía igbo.

### Los pescadores
El 2009, mientras vivía en Chipre para completar su grado en la Universidad Internacional de Chipre, Obioma empezó a escribir The Fishermen (Quaderns Crema). La idea para la novela surgió cuando se vio reflejado en la alegría de su padre en el creciente vínculo entre sus dos hermanos grandes, que durante su niñez habían mantenido una fuerte rivalidad que a veces había culminado en peleas a puñetazos. Cuando Obioma empezó a reflexionar sobre el peor que podría haber pasado en aquel momento, le vino al cabo la imagen de la familia Agwu. Después creó Abulu como facilitador del conflicto entre los hermanos. En una nota temática más amplia, Obioma con la novela quería comentar la situación sociopolítica de Nigeria: donde el loco profetitzat es británico y los destinatarios de la visión, el pueblo de #Nigeria (tres tribus principales cohabitan para formar una nación).
Obioma acabó la novela durante una residencia a OMI Ledig House en 2012, y completó un Master of Fino Artes en escritura creativa por la Universidad de Míchigan, donde obtuvo los premios Hopwood de ficción (2013) y de poesía (2014).
Su primera novela, Los pescadores, fue nominada al Premio Man Booker 2015. Ganó la edición inaugural del Premio FT/OppenheimerFunds Emerging y fue seleccionado por el Premio Center for Fiction First Novel y por el Premio Edinburgh Festival First Book. Los pescadores fue seleccionada por los editores de New York Times Sunday Book Review, fue considerada como uno de los cinco mejores debuts de la primavera de 2014 según la American Library Association, el libro de la semana por Publishers Weekly, y una de las diez novelas de Kirkus Reviews.
Obioma afirma que, además de ser un homenaje a sus hermanos, la novela tiene como objetivo "construir un retrato de Nigeria en un momento muy influyente de su historia (las elecciones presidenciales anuladas de 1993), y al hacerlo desconstruir e iluminar los vacíos ideológicos que todavía impiden el progreso de la nación hoy en día." Obioma está trabajando en su segunda novela titulada The Falconer.

### Otras publicaciones
La versión corta de Los pescadores y un poema, "The Road to the Country", aparecieron a Virginia Quarterly Review. Su cuento "The Great Convert" se publicó en la revista Transition. Un ensayo, "The Audacity of Prose", apareció en la revista The Millions.